# Bernard Halpern
Bernard Halpern (ur. 2 listopada 1904, zm. 23 września 1978 w Paryżu) – francuski lekarz pochodzenia żydowskiego. Spejcalizował się w farmakologii i immunologii.  

## Życiorys
Urodził się na terenie dzisiejszej Ukrainy (wówczas część Imperium Rosyjskiego) w rodzinie żydowskiej. Był jednym z ośmiorga dzieci swoich rodziców. W domu rodzinnym uczył się języków: polskiego, rosyjskiego, jidysz oraz hebrajskiego. Dodatkowo w tajemnicy uczył się łaciny, języka francuskiego oraz niemieckiego u księdza unickiego. W 1915 roku został zesłany wraz z rodziną do obozu pracy przymusowej na Syberii. Na Ukrainę powrócił po rewolucji rosyjskiej w 1917 roku. W 1920 roku doszło do pogromu w jego rodzinnej wsi. Halpern zdołał zbiec i przedostać się do Polski,  gdzie dotarł bez dokumentów i pieniędzy. W Polsce ukończył szkołę średnią i uzyskał maturę, jednocześnie utrzymując się z udzielania korepetycji. W 1925 roku korzystając z wizy, wyjechał do Francji, gdzie rozpoczął studia medyczne na uniwersytecie w Nancy, a od 1928 roku w Paryżu. W 1936 roku obronił pracę doktorską.
Przed wojną pracował w firmie chemicznej Rhône-Poulenc jako kierownik laboratoriów badawczych farmakodynamiki. W 1940 roku schronił się w Ardèche i podjął pracę wiejskiego lekarza. W 1942 roku wznowił prace w laboratorium Rhône-Poulenc i opracował pierwszy lek przeciwhistaminowy o zastosowaniu terapeutycznym (fenbenzamina).
Po wojnie był między innymi dyrektorem ds. badań w Centre national de la recherche scientifique, a następnie dyrektor ds. studiów w École pratique des hautes études. Członek Akademii Medycznej i Akademii Nauk – Institut de France (1964).
W 1951 roku został nominowany do Nagrody Nobla w kategorii Fizjologia lub medycyna, zaś w 1966 roku do Nagrody Nobla w kategorii Chemia.

## Upamiętnienie i odznaczenia

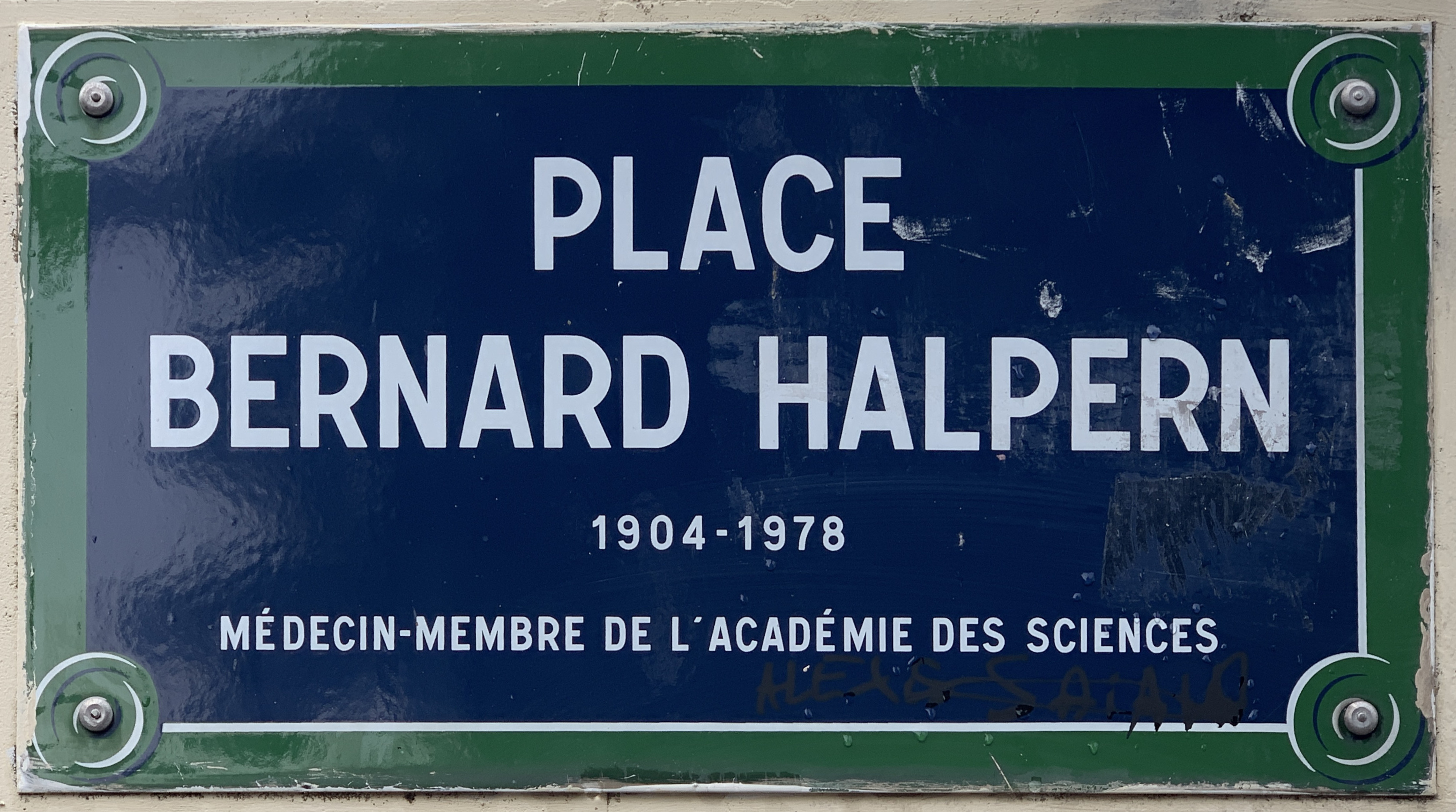
Tablica na placu im. Bernarda Halperna w Paryżu, lekarza – członka Akademii Nauk

W Paryżu znajduje się plac (Place Bernard-Halpern) nazwany na jego cześć w 1985 roku. Jest również patronem, alei w Créteil oraz ulicy w Le Mesnil-Théribus.
W 1987 roku znalazł się na jednym z francuskich znaczków pocztowych poświęconym naukowcom.
W latach 1979–2000, przyznawana była Nagroda im. Bernarda Halperna, utworzona przez jego żonę Renée Halpern.
Odznaczony m.in. Orderem Zdrowia Publicznego (1959), Orderem Narodowym Zasługi, Orderem Legii Honorowej.